# Ralph Pichler
Ralph Pichler (ur. 20 kwietnia 1954 w Thun) – szwajcarski bobsleista, pięciokrotny medalista mistrzostw świata.

## Kariera
Pierwszy sukces w karierze osiągnął w 1982 roku, kiedy wspólnie z kolegami z reprezentacji wywalczył złoty medal w czwórkach podczas mistrzostw Europy w Cortinie d’Ampezzo. Na rozgrywanych rok później mistrzostwach Europy w Sarajewie zajął trzecie miejsce w dwójkach. W tym samym roku wystartował na mistrzostwach świata w Lake Placid, gdzie w parze z Ursem Leutholdem zwyciężył w tej samej konkurencji. Kolejne dwa medale zdobył na mistrzostwach świata w Königssee w 1986 roku. W parze z Celeste Polterą był drugi w dwójkach, a razem z Polterą, Heinrichem Notterem i Rolandem Beerlim zajął trzecie miejsce w czwórkach. Następnie zdobył srebro w czwórkach podczas mistrzostw Europy w Cervinii w 1987 roku. Brał także udział w mistrzostwach świata w St. Moritz w tym samym roku, gdzie w parze z Polterą był najlepszy w dwójkach, a rywalizację w czwórkach ponownie ukończył na trzeciej pozycji. W 1984 roku wystąpił na igrzyskach olimpijskich w Sarajewie, zajmując szóste miejsce w dwójkach.